# Lega Nazionale A 2000-2001 (hockey su pista)
La Lega nazionale A 2000-2001 è stata la 69ª edizione del torneo di primo livello del campionato svizzero di hockey su pista. Il titolo stato conquistato dal Thunerstern per la settima volta nella sua storia.

## Squadre partecipanti
| Club        | Stagione | Città               | Impianto                          | Stagione precedente |
| ----------- | -------- | ------------------- | --------------------------------- | ------------------- |
| Biasca      | dettagli | Biasca              | Palaroller                        |                     |
| Diessbach   | dettagli | Diessbach bei Büren | Sporthalle Diessbach              |                     |
| Ginevra     | dettagli | Ginevra             | Centre sportif de la queue d’Arve |                     |
| Langenthal  | dettagli | Langenthal          |                                   |                     |
| Montreux    | dettagli | Montreux            | Salle du Pierrier                 |                     |
| Thunerstern | dettagli | Thun                | Mur-Halle                         |                     |
| Uttigen     | dettagli | Uttigen             | Rollhockey-Halle Grüeneblätz      |                     |
| Wimmis      | dettagli | Wimmis              | Rollhockeyhalle Herrenmatte       |                     |

## Stagione regolare

### Classifica finale
|  | Pos. | Squadra     | Pt | G  | V  | N | P  | GF | GS | DR  |
|  | ---- | ----------- | -- | -- | -- | - | -- | -- | -- | --- |
|  | 1.   | Ginevra     | 26 | 14 | 13 | 0 | 1  | 63 | 19 | +44 |
|  | 2.   | Thunerstern | 25 | 14 | 12 | 1 | 1  | 66 | 31 | +35 |
|  | 3.   | Uttigen     | 20 | 14 | 10 | 0 | 4  | 61 | 38 | +23 |
|  | 4.   | Wimmis      | 14 | 14 | 6  | 2 | 6  | 55 | 52 | +3  |
|  | 5.   | Diessbach   | 10 | 14 | 5  | 0 | 9  | 45 | 54 | -9  |
|  | 6.   | Biasca      | 7  | 14 | 3  | 1 | 10 | 40 | 83 | -43 |
|  | 7.   | Montreux    | 5  | 14 | 2  | 1 | 11 | 37 | 58 | -21 |
|  | 8.   | Langenthal  | 5  | 14 | 2  | 1 | 11 | 42 | 74 | -32 |

Legenda:
  Partecipa alla seconda fase.
Note:
Due punti a vittoria, uno per il pareggio, zero a sconfitta.
Il Montreux prevale sul Langenthal in virtù della migliore differenza reti generale.

## Seconda fase

### Classifica finale
|                     | Pos. | Squadra     | Pt | G  | V | N | P | GF | GS | DR  |
| ------------------- | ---- | ----------- | -- | -- | - | - | - | -- | -- | --- |
|                     | 1.   | Ginevra     | 30 | 10 | 7 | 3 | 0 | 57 | 21 | +36 |
| Svizzera (bandiera) | 2.   | Thunerstern | 30 | 10 | 8 | 1 | 1 | 65 | 33 | +32 |
|                     | 3.   | Uttigen     | 21 | 10 | 5 | 2 | 3 | 55 | 34 | +21 |
|                     | 4.   | Wimmis      | 13 | 10 | 3 | 1 | 6 | 40 | 45 | -5  |
|                     | 5.   | Diessbach   | 7  | 10 | 1 | 2 | 7 | 23 | 55 | -32 |
|                     | 6.   | Biasca      | 4  | 10 | 0 | 3 | 7 | 34 | 86 | -52 |

Legenda:
  Qualificata alla Grand Final.
      Campione di Svizzera e ammessa alla CERH Champions League 2001-2002.
      Ammessa alla CERH Champions League 2001-2002.
      Ammesse alla Coppa CERS 2001-2002.
Note:
Tre punti a vittoria, uno per il pareggio, zero a sconfitta.
Sei punti alla prima classificata della stagionre regolare.
Cinque punti alla seconda classificata della stagionre regolare.
Quattro punti alla terza classificata della stagionre regolare.
Tre punti alla quarta classificata della stagionre regolare.
Due punti alla quinta classificata della stagionre regolare.
Un punto alla sesta classificata della stagionre regolare.

## Grand Final
| Montreux 26 maggio 2001 | Ginevra | 2 – 3 | Thunerstern | Salle du Pierrier |

## Verdetti
| Verdetto                        | Club                     |
| ------------------------------- | ------------------------ |
| Campione di Svizzera 2000-2001  | Thunerstern (7º titolo)  |
| CERH Champions League 2001-2002 | Thunerstern Ginevra      |
| Coppa CERS 2001-2002            | Uttigen Wimmis Diessbach |
| Retrocesse in Lega Nazionale B  |                          |